# Ludvig Frid

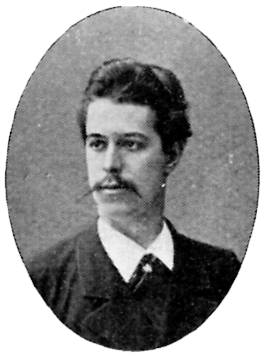
Ludvig Frid i Svenskt porträttgalleri XX.

Carl Ludvig Frid, född 26 januari 1855 i Skede socken i Jönköpings län, död där 29 januari 1909, var en svensk konstnär (målare).

## Biografi
Ludvig Frid var född i  Rösatorp i Skede socken  i Småland. Han var son till hemmansägaren Jonas Peter Petersson och  Anna Lena Carlsdotter. Han fick möjlighet att studera vid   Konstakademin  i Stockholm 1873-1881 genom kammarherre Uno von Angersteins försorg.  Genom sin målning: ”På kyrkogården”, erhöll han kunglig medalj 1882. Kung Oscar II   gav honom ett stipendium vilket gav honom möjlighet att studera konst i Paris. Vid en utställning i Stockholm 1885 köpte kungen hans tavla: ”Vid Emmån”. 
Frid har i anslutning till det äldre svenska historie- och genremåleriet, utfört en del tavlor, ofta med motiv från Småland, samt särskilt kyrkliga målningar, bland annat för Sankt Nikolai kyrka, Halmstad, Appuna kyrka, Gnosjö kyrka, Hemmesjö nya kyrka, Väckelsångs kyrka och Bredaryds kyrka. Hans mest betydande fresker finns i Vetlanda kyrka och de stora målningarna som täcker hela korväggen i Urshults kyrka. Frid finns representerad vid bland annat Uppsala universitetsbibliotek och Nationalmuseum i Stockholm.
Han är förebilden till romanfiguren Albert Lundell i August Strindbergs roman Röda rummet.